# Зиновьев, Иван Алексеевич (Герой Советского Союза)
Ива́н Алексе́евич Зино́вьев (10 сентября 1924, Верхний Мамон, Воронежская губерния — 9 октября 1943, Кагарлыкский район, Киевская область) — сержант Рабоче-крестьянской Красной Армии, участник Великой Отечественной войны, Герой Советского Союза (1943).

## Биография
Иван Зиновьев родился 10 сентября 1924 года в селе Верхний Мамон (ныне — Верхнемамонский район Воронежской области). После окончания девяти классов школы работал трактористом. В августе 1942 года Зиновьев был призван на службу в Рабоче-крестьянскую Красную Армию. С октября того же года — на фронтах Великой Отечественной войны. Принимал участие в боях на Донском и Воронежском фронтах. Участвовал в Сталинградской и Курской битвах, освобождении Украинской ССР. К сентябрю 1943 года гвардии сержант Иван Зиновьев командовал отделением 198-го гвардейского стрелкового полка 68-й гвардейской стрелковой дивизии 40-й армии Воронежского фронта. Отличился во время битвы за Днепр.
24 сентября 1943 года отделение Зиновьева переправилось через Днепр и приняло активное участие в боях за захват, удержание и расширение плацдарма на его западном берегу. Когда выбыли из строя командиры взвода и роты, Зиновьев заменил их собой и, продвигаясь вперёд, отражал контратаки противника. 9 октября 1943 года он погиб в бою. Похоронен в братской могиле в селе Балыко-Щучинка Кагарлыкского района Киевской области Украинской ССР.
Указом Президиума Верховного Совета СССР от 13 ноября 1943 года за «успешное форсирование реки Днепр, прочное закрепление плацдарма на западном берегу реки Днепр и проявленные при этом отвагу и геройство» гвардии сержант Иван Зиновьев посмертно был удостоен высокого звания Героя Советского Союза. Также посмертно был награждён орденом Ленина.